# Taken by Force
| 전문가 평가 | 전문가 평가 |
| 평가 점수   | 평가 점수   |
| 출처        | 점수        |
| ----------- | ----------- |
| AllMusic    | [ 1 ]       |

《Taken by Force》는 1977년 12월 4일, RCA 레코드가 발매한 독일의 하드 록 밴드 스콜피언스의 다섯 번째 스튜디오 음반이다. 이 음반은 드러머 헤르만 레어벨이 참여한 최초의 스콜피언스 음반이며 기타리스트 울리 존 로스가 참여한 마지막 정규 음반이다. 로스는 음반 투어가 끝난 후 1978년 밴드를 떠났고, 처음에는 미하엘 쉥커에 의해 후에 마티아스 얍스에 의해 밴드를 떠났다.
〈We'll Burn the Sky〉의 가사는 지미 헨드릭스의 마지막 여자친구인 모니카 다네만이 죽은 뒤 그를 추모하기 위해 쓴 시였다.

## 커버 아트
음반 커버 사진은 그의 세 번째 음반 커버 위원회인 미하엘 폰 김부트에 의해 촬영되었다. 이전 두 음반과 마찬가지로 《Taken by Force》는 커버 아트로 논란을 일으켰고, 이는 밴드 멤버들의 사진을 사용한 대체 커버로 대부분의 시장에서 삽화를 대체하는 결과를 낳았다.

## 투어
스콜피언스는 음반을 홍보하기 위해 투어에 나섰다. 이 투어는 밴드가 독일, 네덜란드, 일본을 통해 진행했다. 1978년 《Tokyo Tapes》는 이 투어에서 녹음된 밴드의 라이브 음반을 발매했다.

## 곡 목록
| #  | 제목                      | 작사·작곡                    | 재생 시간 |
| -- | ------------------------- | ---------------------------- | --------- |
| 1. | 〈Steamrock Fever〉       | 루돌프 쉥커, 클라우스 마이네 | 3:37      |
| 2. | 〈We'll Burn the Sky〉    | 쉥커, 모니카 다네만          | 6:26      |
| 3. | 〈I've Got to Be Free〉   | 울리 존 로스                 | 4:00      |
| 4. | 〈The Riot of Your Time〉 | 쉥커, 마이네                 | 4:09      |

| #  | 제목                                                                   | 작사·작곡                   | 재생 시간 |
| -- | ---------------------------------------------------------------------- | --------------------------- | --------- |
| 5. | 〈The Sails of Charon (대부분의 복사본에는 4:23 편집된 버전이 있다.)〉 | 로스                        | 5:16      |
| 6. | 〈Your Light〉                                                         | 로스                        | 4:31      |
| 7. | 〈He's a Woman – She's a Man〉                                         | 쉥커, 마이네, 헤르만 레어벨 | 3:15      |
| 8. | 〈Born to Touch Your Feelings〉                                        | 쉥커, 마이네                | 7:40      |